# 5426 Sharp
Sharp (asteróide 5426) é um asteróide da cintura principal, a 1,7274335 UA. Possui uma excentricidade de 0,116462 e um período orbital de 998,5 dias (2,73 anos).
Sharp tem uma velocidade orbital média de 21,30122992 km/s e uma inclinação de 23,79425º.
Este asteróide foi descoberto em 16 de Fevereiro de 1985 por Carolyn Shoemaker.